# Фогельсберг, Себастиан

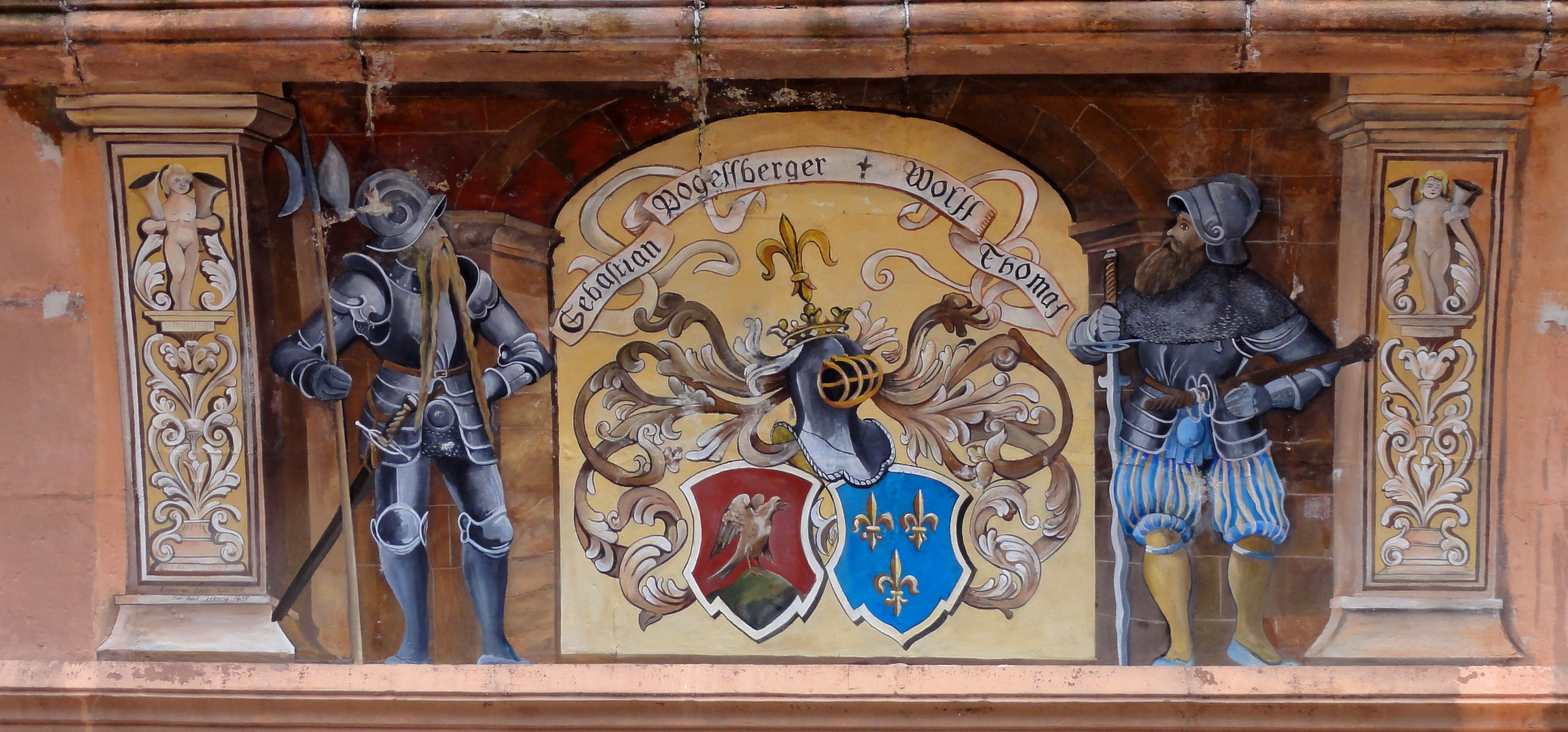
Герб Себастиана Фогельсберга в Maison Vogelsberger.

Себастиан Фогельсберг (нем. Sebastian Vogelsberger, 1505 — 7 февраля 1548, Аугсбург) — немецкий наёмник, командир ландскнехтов.

## Биография
Будучи неблагородного происхождения стал лидером ландскнехтов. С 1539 года он несколько раз набирал войска для французских королей Франциска I и Генриха II. О его карьере лидера наемников мы частично узнали из переписки с Вильгельмом фон Фюрстенбергом. В 1540 г. построил величественный дом в Вайсенбурге, который сегодня называется Maison Vogelsberger, и приобрел там гражданские права в 1542 г.
После Шмалькальденской войны император Священной Римской империи Карл V хотел подать пример и арестовал нескольких лидеров наемников. Себастьян Фогельсбергер был арестован Лазарусом фон Швенди в Вайсенбурге в 1548 г. и переведен в Аугсбург. Все его имущество было конфисковано, а он сам — приговорен к смертной казни вместе с капитанами Якобом Маннелем и Вольфом Томасом. Перед казнью Фогельсбергер обратился к многочисленной публике и пожаловался на коварство, с которым его бывший друг Лазарус арестовал его.
О казни известно благодаря её свидетелю Бартоломеусу Састрову, описавшему суд и казнь в своей автобиографии. Швенди в том же году попытался оправдаться в изданной статье.
Смерть Себастиана была воспета ещё в XVI в.